# Mateo Guerra Marcano
Mateo Guerra Marcano (Carúpano, estado Sucre, Estado de Venezuela, 21 de mayo de 1824 - Cumaná, Venezuela, 7 de febrero de 1900) fue un dirigente político venezolano.  

## Biografía

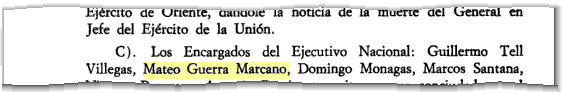
Encargados del ejecutivo

Su padre fue el general patriota Mateo Guerra Olivier, miembro de las Expediciones de Chacachacare y Los Cayos, oficial en las campañas del Centro, Oriente y Guayana, por lo cual participó en las históricas batallas de Bocachica, de Aragua de Barcelona, de Carúpano, de Los Aguacates y de la Casa Fuerte de Barcelona entre otros.  
Se casa el 21 de noviembre de 1848 en Carúpano, estado Bermúdez (actual estado Sucre), con Belén de Gómez de Saa y Ortega. El 2 de enero de 1864, el entonces Coronel Mateo Guerra Marcano propone por primera vez junto al representante Barberü la Constitución Federal de 1864, la cual finalmente aprobada el 28 de marzo de 1864, firmándolo como diputado por Cumaná. Fue diputado del Congreso Nacional en representación del estado Nueva Andalucía (estados Sucre y Monagas) entre 1865 y 1868, Ministro del Interior y Justicia en 1868 y 1870, y a consecuencia de la muerte del presidente José Tadeo Monagas, con otros designados fue presidente provisional de Venezuela entre noviembre de 1868 y febrero de 1869. 
En 1875 Don Mateo fue comisionado especialmente por el gobierno del presidente Antonio Guzmán Blanco a viajar a Ecuador en calidad de enviado extraordinario con las órdenes precisas de investigar el paradero y repatriar a Venezuela, los restos mortales del Gran Mariscal Antonio José de Sucre.